# Zegrzanki
Zegrzanki – dawniej samodzielna wieś, od 1959 część miasta Zgierza w województwie łódzkim, w powiecie zgierskim. Leży nad Bzurą, na wschodzie Zgierza, w rejonie ulicy Zegrzanki. 
Wchodzi w skład osiedla Rudunki, stanowiącego jednostkę pomocniczą gminy Zgierz.

## Historia
Dawniej samodzielna miejscowość. Od 1867 w gminie Łagiewniki; pod koniec XIX wieku liczyły 181 mieszkańców. W okresie międzywojennym należały do powiatu łódzkiego w woj. łódzkim. W 1921 roku wieś Zegrzanki liczyła 140 mieszkańców a osada fabryczna Zegrzanki – 52. 1 września 1933 Zegrzanki utworzyły gromadę w granicach gminy Łagiewniki. Podczas II wojny światowej włączono do III Rzeszy.
Po wojnie Zegrzanki powróciły do powiatu łódzkiego woj. łódzkim. 13 lutego 1946 zniesiono gminę Łagiewniki, a Zegrzanki włączono do gminy Lućmierz, gdzie odtąd stanowiły jedną z jej 19 gromad. W związku z reorganizacją administracji wiejskiej jesienią 1954, Zegrzanki weszły w skład nowej gromady Proboszczewice, oprócz parceli i osady Zegrzanki, które włączono do Zegrza.
31 grudnia 1959 Zegrzanki wyłączono z gromady Proboszczewice, włączając je do  Zgierza.